# Termodynamik
Termodynamik (termo = varme , dynamik = bevægelse) er studiet af makroskopisk egenskaber såsom temperaturer, tryk og energi i fx gasser og væsker. Termodynamikken er således af stor vigtighed inden for alle grene af naturvidenskaben. Termodynamikken definerer fx, hvad temperatur er og beskriver, hvordan is smelter.
Den statistiske mekanik er en videreudvikling, hvor makroskopisk egenskaber fra termodynamikken har deres oprindelse i mikroskopiske egenskaber. Termodynamik og statistisk mekanik kaldes samlet for termisk fysik og stemmer overens i den termodynamiske grænse.

## Grundlæggende love for termodynamikken
For termodynamikken er fire grundlæggende love blevet formuleret:
- Termodynamikkens 0. lov om termodynamisk ligevægt.
- Termodynamikkens 1. lov om energiens konstans.
- Termodynamikkens 2. lov om entropi.
- Termodynamikkens 3. lov om det absolutte nulpunkt.

## Kredsprocesser og delprocesser
Inden for termodynamikken bruger man ofte kredsprocesser og derunder delprocesser til at beskrive forskellige processer og gøre det muligt at regne på disse.
Et klassisk eksempel derpå er at beskrive gassen i en Stirlingmotor. Alt efter hvordan stemplerne bevæger sig, og dermed hvordan gassen forholder sig til dette med hensyn til volumen, temperatur eller tryk, kan man altså beskrive dette med forskellige delprocesser.

### Delprocesser
Til beskrivelse af forskellige tilstande findes der forskellige typer af kurver:
- Isokor proces – konstant volumen.
- Isobar proces – konstant tryk.
- Isoterm proces – konstant temperatur.
- Adiabatisk proces – Varmetilførslen er lig nul.
- Isentalpisk proces – konstant entalpi.
- isentropisk proces (ingen termisk varme tilføres eller fjernes fra arbejdsfluidet – entropien er konstant – det kaldes også en reversibel adiabatisk proces)[2]

### Kredsprocesser
En kredsproces, hvis vi holder os til eksemplet med motoren, er beskrivelsen af en hel omdrejning for stemplet i motoren.
Jeg vil nok en gang henlede opmærksomheden på Stirlingmotoren, og specielt billedserien, som viser de fire faser. Disse fire faser, svarer som sagt til en kredsproces.
Karakteristisk for en kredsproces er blandt andet, at ændringen i den indre energi ({\displaystyle U_{\text{kredsproces}}}) er lig nul.
{\displaystyle dU_{\text{kredsproces}}=0}
Dette er egentlig også helt intuitivt, når det kommer til stykket. Konsekvensen af, at ændringen i den indre energi ville være forskellig fra nul, ville være, at man fik mere energi ud af motoren, end man tilførte den.
Hvis fortegnet skulle være negativt, ville man blot kunne vende processen og dermed stadig udnytte den overskydende energi.
En kredsproces optegnes i et koordinatsystem med volumen ud af x-aksen og tryk ud af y-aksen.
På billedet til højre ses en sammensætning af delprocesser, som ender i samme punkt, hvor den starter, altså en kredsproces. Kredsprocesserne, der bliver vist, er som følger:
- Rød: Isokor
- Blå: Isobar
- Grøn: Isoterm